# جائزة تركيا الكبرى 2020
جائزة تركيا الكبرى 2020 (بالتركية: 2020 Türkiye Grand Prix)‏ هو سباق فورمولا 1
أقيم بتاريخ 15 نوفمبر 2020 في حلبة إسطنبول بارك، تركيا، وكان السباق 14 من أصل 17 في بطولة العالم لسباقات فورمولا 1 موسم 2020، وكان أول المنطلقين لانس سترول.
فاز بالمركز الأول  لويس هاملتون، وكان صاحب أسرع لفة لاندو نوريس بزمن قدرة 96.806 ثانية.